# أوسين
أوسيَن (بالغيلية الأيرلندية أو الغيلية الاسكتلندية: Oisean) يَظهر باعتباره الراوي والمؤلف المنسوب إليه مجموعة من القصائد الملحمية التي نشرها الشاعر الاسكتلندي جيمس ماكفرسون، بدايةً بقصيدة «فينغال» عام 1761، و«تيمورا» عام 1763، ثم جُمعت لاحقًا تحت عنوان «قصائد أوسيَن». زعم ماكفرسون أنه جمع هذه المواد الشفهية باللغة الغيلية الاسكتلندية، وقيل إنها تعود إلى مصادر قديمة، وصرّح بأن هذا العمل يُمثّل ترجمة لتلك المواد. تستند شخصية أوسيَن إلى أوسين، ابن فيون ماك كومهيل (المُعرَّب إلى فين مكول)، وهو شاعر أسطوري في الأساطير الأيرلندية. انقسم النقاد المعاصرون حول أصالة هذا العمل، إلا أن الرأي السائد حاليًا يذهب إلى أن ماكفرسون ألّف معظم القصائد بنفسه، مستندًا جزئيًا إلى شعر غيلي تقليدي جمعه بنفسه.
حظي هذا العمل بشعبية عالمية، وتُرجم إلى جميع اللغات الأدبية في أوروبا، وأثر تأثيرًا بالغًا في تطور كل من الحركة الرومانسية والنهضة الغيلية. وبلغت شهرة ماكفرسون ذروتها بدفنه في دير وستمنستر إلى جانب كبار الأدباء. يلاحظ دبليو. بي. كير في «تاريخ الأدب الإنجليزي» الصادر عن جامعة كامبريدج أن «كل حِيَل ماكفرسون بوصفه دجالًا في علم اللغة ما كانت لتجدي نفعًا لولا مهارته الأدبية».

## الأشعار
في عام 1760، نشر ماكفرسون نصًا باللغة الإنجليزية بعنوان «مقتطفات من الشعر القديم، جُمعت في مرتفعات اسكتلندا، وتُرجمت من اللغة الغيلية أو الإيرية». ولاحقًا في العام نفسه، زعم أنه حصل على مخطوطات إضافية، وفي عام 1761، ادعى أنه عثر على ملحمة تدور حول البطل فينغال (إذ تشير «فينغال» أو «فيونغال» إلى «الغريب الأشقر»، في إشارة إلى لون الشعر أو العينين)، كتبها أوسيَن. ووفقًا لما ورد في مقدمة ماكفرسون، اشترط ناشره، مدعيًا عدم وجود سوق لهذه الأعمال إلا باللغة الإنجليزية، أن تُترجم قبل نشرها. وواصل ماكفرسون إصدار هذه الترجمات المزعومة على مدى السنوات التالية، وتوّجها بإصدار مجموعة كاملة بعنوان «أعمال أوسيَن» عام 1765. وكانت أشهر هذه القصائد الأوسينية هي «فينغال»، التي كُتبت عام 1761 وتأريخها يعود إلى عام 1762.
تُرجمت القصائد الأصلية المزعومة إلى نثر شعري، يتكوّن من جُمل قصيرة وبسيطة. تسودها أجواء ملحمية، لكنها تفتقر إلى حبكة سردية موحدة، رغم تكرار ظهور الشخصيات نفسها. تتمثل الشخصيات الرئيسية في أوسيَن، الذي يروي القصص في مرحلة متقدمة من العمر وقد فقد بصره، ووالده فينغال (الذي يستند بشكل فضفاض إلى البطل الأيرلندي فيون ماك كومهيل)، وابنه الراحل أوسكار (الذي له نظير أيرلندي أيضًا)، وحبيبة أوسكار، مالفينا (وهو اسم ابتدعه ماكفرسون، كما ابتكر اسم «فيونا»)، التي ترعى أوسيَن في شيخوخته. رغم أن القصص «تدور حول معارك لا تنتهي وحب تعيس»، فإن الأعداء وأسباب النزاع نادرًا ما تُوضَّح أو يُقدَّم لها سياق.
تُصوَّر الشخصيات في كثير من الأحيان وهي تقتل أحبّاءها عن طريق الخطأ، وتموت من الحزن أو من الفرح. لا تُقدَّم إلا معلومات ضئيلة للغاية عن ديانة هذه الشخصيات أو ثقافتها أو مجتمعها، ويُندر ذكر وجود مبانٍ. أما المشهد الطبيعي «فهو أكثر واقعية من الأشخاص الذين يسكنونه. مغمور في ضباب أبدي، مضاء بشمس محتضرة أو شهب زائلة، إنه عالم رمادي اللون». يظهر فينغال ملكًا لمنطقة في جنوب غرب اسكتلندا، قد تُشابه المملكة التاريخية دال رييتا، وتوحي القصائد بأنها تدور في القرن الثالث الميلادي، حيث يُشار إلى «ملك العالم» بوصفه الإمبراطور الروماني. وقد رأى ماكفرسون ومؤيدوه إشارات إلى كركلا (توفي عام 217، تحت اسم «كاراكول») وكاروزيوس (توفي عام 293، باسم «كاروس»، «ملك السفن»).

## الجدل حول الموثوقية
ظهرت خلافات فورية حول مزاعم ماكفرسون، سواء من الناحية الأدبية أو السياسية. روّج ماكفرسون لأصل اسكتلندي لتلك المواد، وواجه معارضة شديدة من المؤرخين الأيرلنديين الذين رأوا في ذلك استيلاءً على تراثهم. مع ذلك، اشتركت كل من اسكتلندا وأيرلندا في ثقافة غيلية موحدة خلال الفترة التي تدور فيها أحداث القصائد، وقد أُلِّف بعض الأدب الفينياني المشترك بين البلدين في اسكتلندا.
اعتقد صمويل جونسون، الكاتب والناقد والسير الذاتي الإنجليزي، أن ماكفرسون «مشعوذ، وكاذب، ومحتال، وأن القصائد مزيفة». كما رفض جونسون أيضًا القيمة الأدبية لتلك القصائد. وعندما طُرح عليه السؤال: «ولكن دكتور جونسون، هل تعتقد حقًا أن أي رجل في هذا العصر يمكنه كتابة مثل هذه الأشعار؟»، أجاب بإيجازه الشهير: «نعم. كثير من الرجال. كثير من النساء. وكثير من الأطفال». ويُستشهد بجونسون على أنه وصف قصة أوسيَن بأنها «واحدة من أفظع الخدع التي أزعجت بها العالم على الإطلاق». دعمًا لموقفه، وصف جونسون اللغة الغيلية بأنها كلام بدائي لشعب همجي، وادّعى أنها تخلو من أي مخطوطات يزيد عمرها على مئة عام. وردًا على هذا الادعاء، ثبت أن مكتبة المحامين في إدنبرة تحتوي على مخطوطات غيلية عمرها 500 عام، وأخرى أقدم من ذلك.
ردًا على ذلك، وبما أن كلماته قيلت خلال العصر الذهبي للأدب الغيلي في القرن الثامن عشر، أصبح الدكتور جونسون سريعًا موضع سخرية في الشعر الهجائي الغيلي، على يد عدد من الشعراء، من بينهم جيمس ماكنتاير، وكيل عشيرة ماكنتاير في غلين نو بالقرب من جبل بن كروتشان، في قصيدة بعنوان (بالغيلية الاسكتلندية: Òran don Ollamh MacIain، «أغنية إلى الدكتور جونسون»). وضمّ راونول دو ماكدونيل، الابن الأكبر للشاعر القومي الغيلي أليستير ماك مايشتر أليستير ووكيل عشيرة كلانرانالد في لايغ، هجاء ماكنتاير ضمن مختارات شعرية غيلية بعنوان «مجموعة إيغ»، التي نُشرت في إدنبرة عام 1776.
دافع الكاتب الاسكتلندي هيو بلير في عمله «مقال نقدي عن قصائد أوسيَن» الصادر عام 1763 عن أصالة هذا العمل في مواجهة النقد اللاذع الذي وجّهه جونسون، ومنذ عام 1765 أُدرج هذا المقال في كل طبعة من طبعات «أوسيَن» لتعزيز مصداقية النص. كما وجد العمل صدىً ملائمًا لدى من انجذبوا إلى الحركة الرومانسية الناشئة ونظرية «الهمجي النبيل»، وعبّر عن الشعبية المتزايدة لعمل إدموند بيرك المؤثر «بحث فلسفي في أصل أفكارنا عن السامي والجميل» (1757).
في عام 1766، رفض الباحث في الآثار والمهتم بالثقافة السلتية تشارلز أوكونور، وهو من أحفاد النبلاء الغيليين في أيرلندا، أصالة «أوسيَن» في فصل جديد بعنوان «ملاحظات على ترجمة السيد ماكفرسون لقصيدتي فينغال وتيمورا»، أضافه إلى الطبعة الثانية من عمله التاريخي المؤثر. وفي عام 1775، وسّع نطاق نقده في كتاب جديد بعنوان «مقالة عن أصل وقدَم الأسكتلنديين القدماء وآثارهم».